# Vườn quốc gia Quần đảo Santa Fé
Vườn quốc gia Quần đảo của Santa Fé là một khu bảo tồn nằm tại San Jeronimo, Santa Fe Argentina, đối diện với thị trấn Puerto Gaboto. Nó có ranh giới phía nam của tỉnh tại cửa sông Carcarañá, đến ngã ba sông Paraná và Coronda ở phía bắc. Nó nằm cách Rosario khoảng 50 km và 60 km về phía nam của thành phố Santa Fe de la Vera Cruz, thủ phủ của tỉnh Santa Fe. Vườn quốc gia này bảo vệ các đảo nhỏ trên sông thuộc vùng sinh thái trên cạn đồng bằng và các đảo sông Paraná, trong khi các vùng nước của nó là một phần của vùng sinh thái nước ngọt đất trũng Paraná.
Vườn quốc gia bảo vệ khoảng 10 hòn đảo trên sông, như Campo Rico (đảo lớn nhất), Conscripto, Hen, Gallina, El Lago..với tổng diện tích khoảng 2.900 ha. Vườn quốc gia cũng bao gồm bởi nhiều sông, suối, kênh, mương, hồ và cửa sông. Diện tích của các đảo thay đổi tùy thuộc vào hạn hán hay lũ lụt thường niên xảy ra vào hè thu. Cùng với Vườn quốc gia Predelta trải dài về phía bắc trên lãnh thổ của tỉnh Entre Rios, tạo nên một khu vực bảo vệ lớn và tầm quan trọng đáng kể cho khu vực bờ biển Argentina.

## Động thực vật
Nơi đây có sự đa dạng đáng kể các loài động thực vật. Về thực vật, hầu hết diện tích của nó bị chiếm đóng bởi các loài thực vật thủy sinh, đồng cỏ cùng các khu rừng tại ven đê và cửa sông. Động vật có sự phong phú các loài cá nước ngọt, bò sát, lưỡng cư, các loài chim và động vật có vú. Một số loài bị đe dọa tại đây phải kể đến Báo đốm, Rái cá sông, Mèo rừng Nam Mỹ, Sói bờm, Nai đầm lầy Nam Mỹ.